# Паско (Вашингтон)
Паско (англ. Pasco; вимовляється як pæskoʊ) — місто (англ. city) та окружний центр в США, в окрузі Франклін штату Вашингтон. Населення — 77 108 осіб (2020).

## Географія
Паско розташоване на висоті 118 метрів над рівнем моря за координатами 46°15′3″ пн. ш. 119°7′53″ зх. д. / 46.25083° пн. ш. 119.13139° зх. д. (46.250954, -119.131303).  За даними Бюро перепису населення США в 2010 році місто мало площу 88,24 км², з яких 78,98 км² — суходіл та 9,26 км² — водойми. В 2017 році площа становила 96,42 км², з яких 87,21 км² — суходіл та 9,21 км² — водойми.

### Клімат
| Клімат : Паско          | Клімат : Паско | Клімат : Паско | Клімат : Паско | Клімат : Паско | Клімат : Паско | Клімат : Паско | Клімат : Паско | Клімат : Паско | Клімат : Паско | Клімат : Паско | Клімат : Паско | Клімат : Паско | Клімат : Паско |
| Показник                | Січ.           | Лют.           | Бер.           | Квіт.          | Трав.          | Черв.          | Лип.           | Серп.          | Вер.           | Жовт.          | Лист.          | Груд.          | Рік            |
| Абсолютний максимум, °C | 19,4           | 20,0           | 26,7           | 34,4           | 38,3           | 43,9           | 44,4           | 43,9           | 38,3           | 31,1           | 25,0           | 20,6           | 44,4           |
| Середній максимум, °C   | 5,7            | 9,9            | 15,3           | 19,4           | 24,5           | 28,5           | 34,1           | 32,8           | 27,2           | 19,0           | 10,2           | 4,9            | 19,4           |
| Середній мінімум, °C    | −1,9           | −1,7           | 0,9            | 3,4            | 7,8            | 11,5           | 14,2           | 13,3           | 8,4            | 3,8            | −0,3           | −2,8           | 4,8            |
| Абсолютний мінімум, °C  | −28,3          | −15,6          | −9,4           | −6,1           | −2,2           | 2,8            | 5,6            | 4,4            | −1,1           | −12,8          | −24,4          | −22,8          | −28,3          |
| Норма опадів, мм        | 24             | 14             | 17             | 12             | 19             | 17             | 4              | 5              | 8              | 14             | 19             | 28             | 181            |
| ----------------------- | -------------- | -------------- | -------------- | -------------- | -------------- | -------------- | -------------- | -------------- | -------------- | -------------- | -------------- | -------------- | -------------- |
| Джерело: NOAA           |                |                |                |                |                |                |                |                |                |                |                |                |                |

## Демографія
Згідно з переписом 2010 року, у місті мешкала 59 781 особа в 17 983 домогосподарствах у складі 13 863 родин. Густота населення становила 677 осіб/км².  Було 18782 помешкання (213/км²).
Расовий склад населення:
| - 55,8 % — білих - 1,9 % — чорних або афроамериканців - 1,9 % — азіатів - 0,5 % — корінних американців - 0,1 % — вихідців з тихоокеанських островів - 36,4 % — осіб інших рас |

До двох чи більше рас належало 3,3 %. Частка іспаномовних становила 55,7 % від усіх жителів.
За віковим діапазоном населення розподілялося таким чином: 35,5 % — особи молодші 18 років, 57,8 % — особи у віці 18—64 років, 6,7 % — особи у віці 65 років та старші. Медіана віку мешканця становила 27,3 року. На 100 осіб жіночої статі у місті припадало 102,6 чоловіків;  на 100 жінок у віці від 18 років та старших — 101,5 чоловіків також старших 18 років.
Середній дохід на одне домашнє господарство  становив 64 123 долари США (медіана — 55 319), а середній дохід на одну сім'ю — 67 715 доларів (медіана — 58 227). Медіана доходів становила 39 078 доларів для чоловіків та 30 402 долари для жінок. За межею бідності перебувало 18,8 % осіб, у тому числі 27,6 % дітей у віці до 18 років та 10,7 % осіб у віці 65 років та старших.
Цивільне працевлаштоване населення становило 29 148 осіб. Основні галузі зайнятості: освіта, охорона здоров'я та соціальна допомога — 17,7 %, сільське господарство, лісництво, риболовля — 12,9 %, виробництво — 12,4 %.

## Галерея

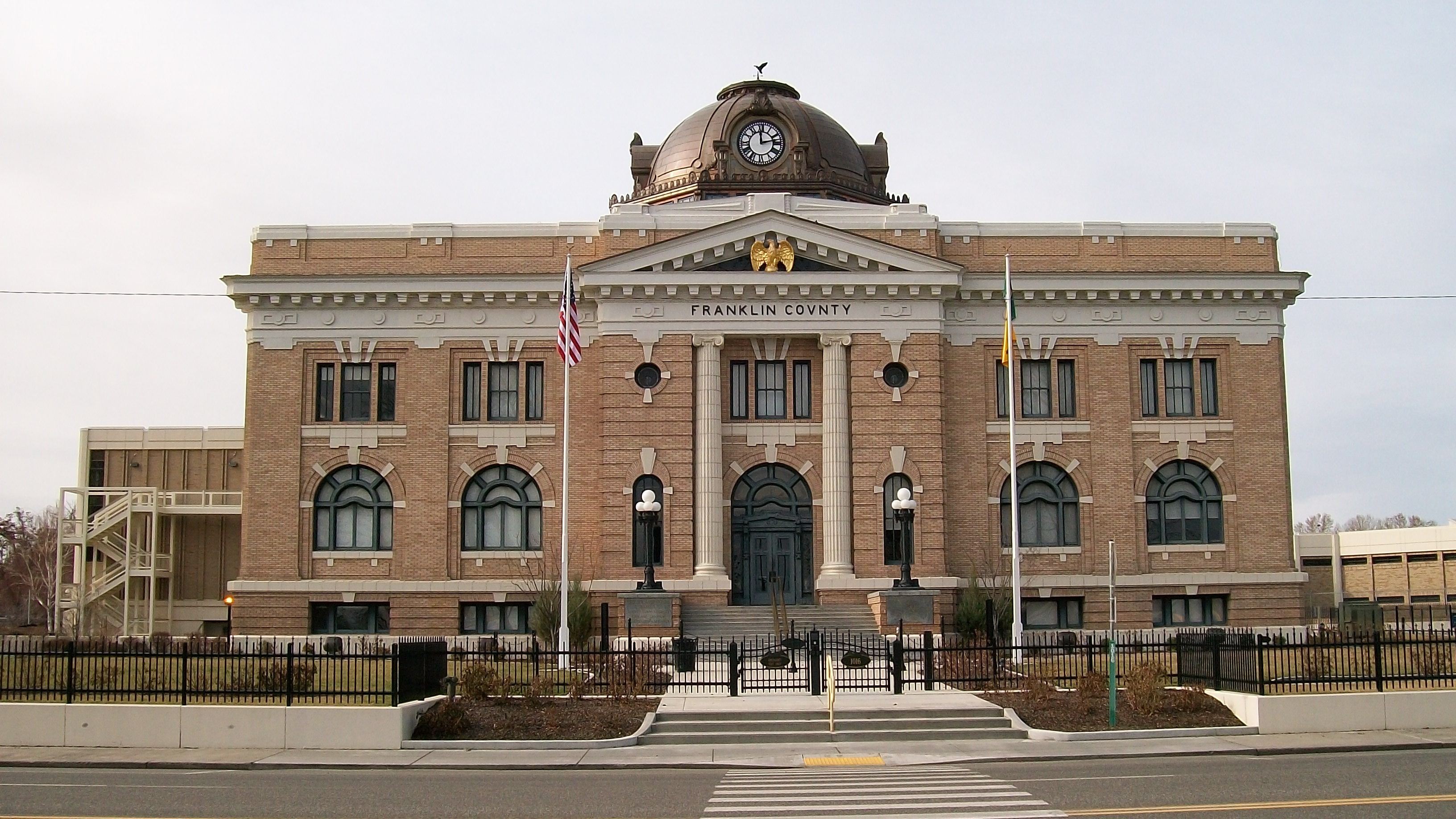
Будівля окружного суду в Паско
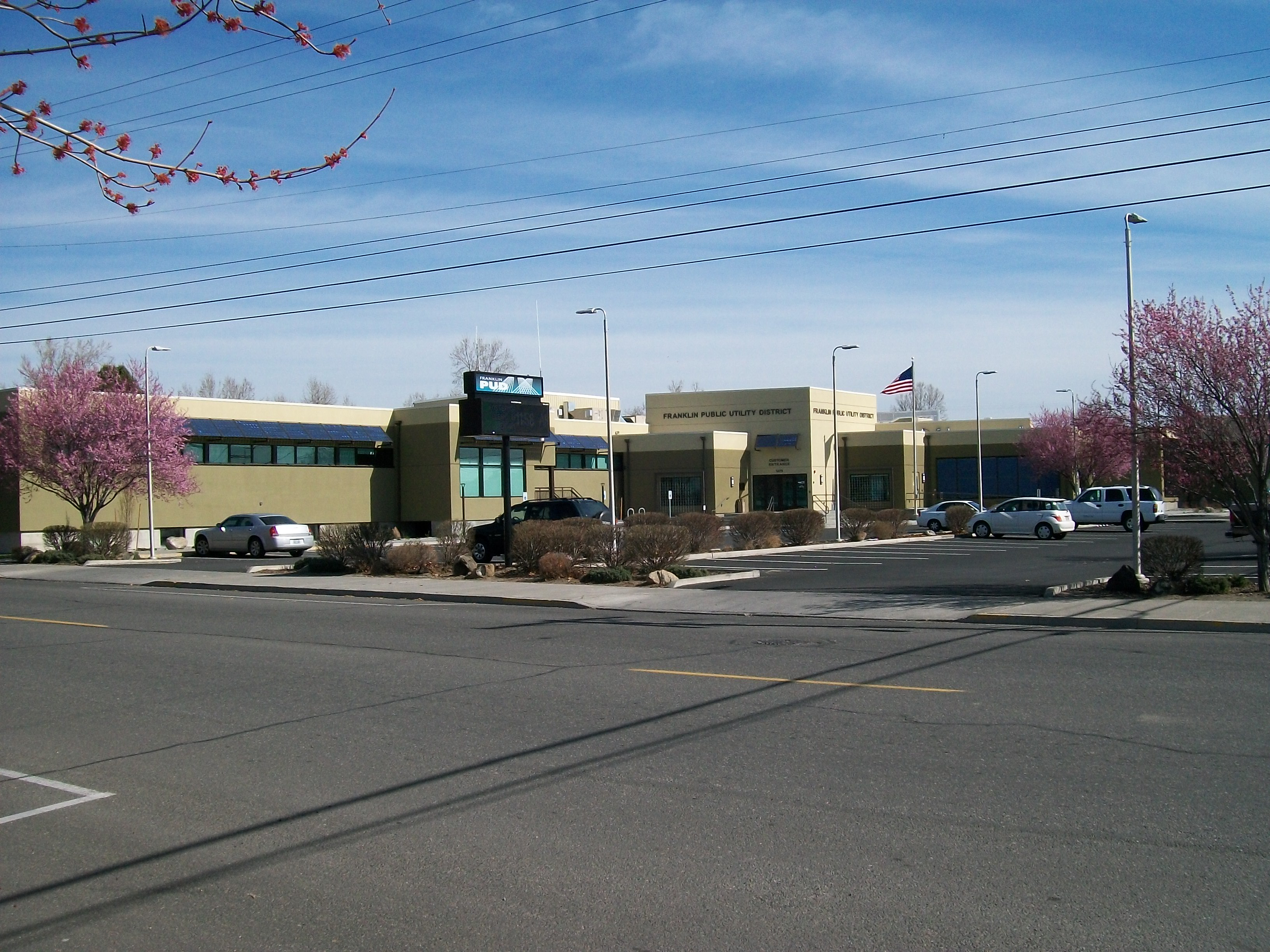
Головний офіс Franklin PUD в Паско
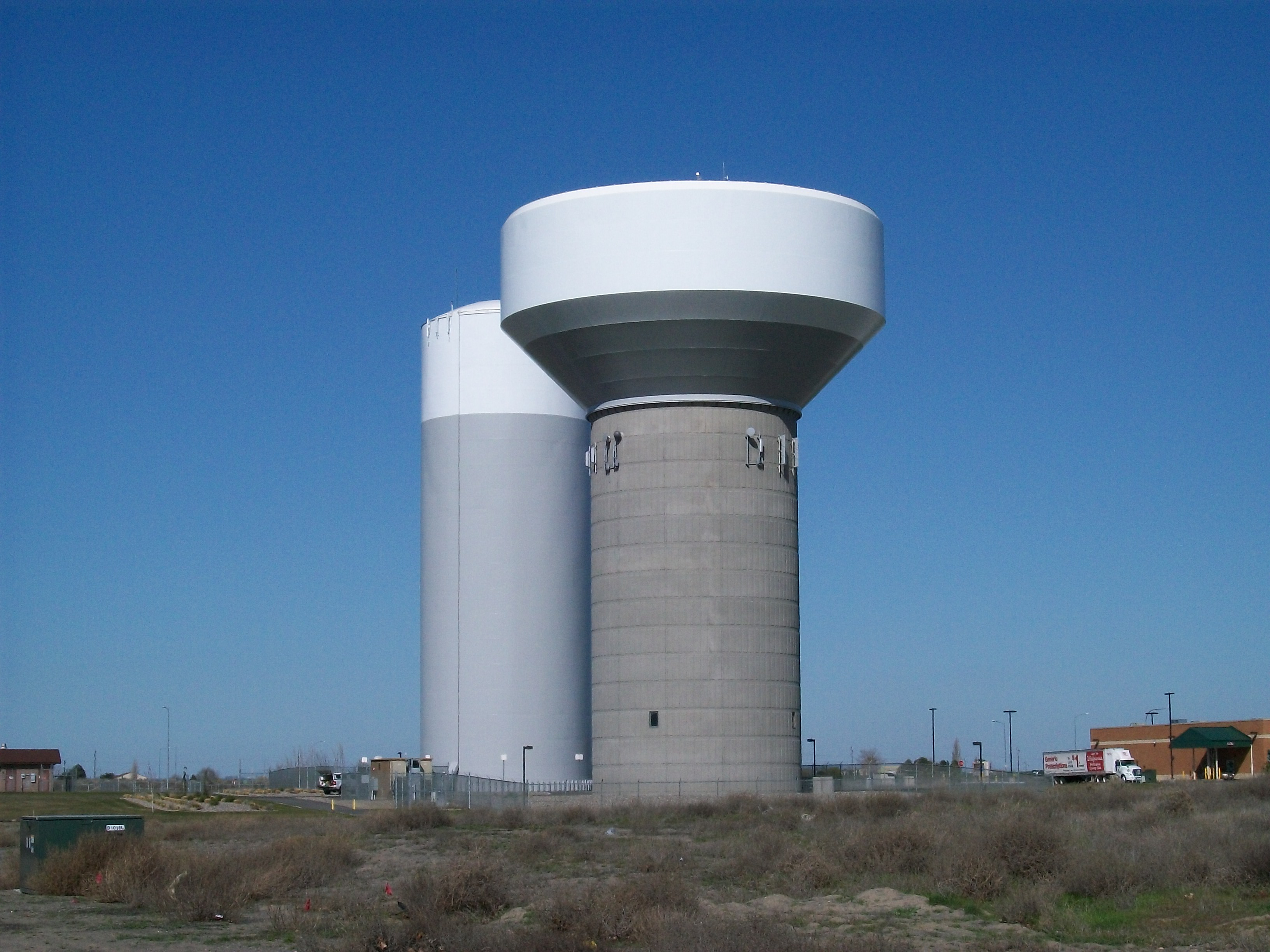
Водонапірна вежа в Паско